# International Van of the Year
L'International Van of the Year (in italiano furgone dell'anno) è un premio internazionale assegnato ogni anno al migliore furgone immesso nel mercato europeo. L'assegnazione del premio è affidata a una giuria composta da 25 giornalisti specializzati, ognuno proveniente da un diverso paese europeo.

## Vincitori
| Anno | Paese                        | Fabbricante                       | Modello                                           | Gruppo                                                 | Immagine |
| ---- | ---------------------------- | --------------------------------- | ------------------------------------------------- | ------------------------------------------------------ | -------- |
| 2025 | Francia                      | Renault                           | Renault Master                                    | Renault                                                |          |
| 2024 | Stati Uniti                  | Ford                              | Ford Transit Custom                               | Ford Motor Company                                     |          |
| 2023 | Germania                     | Volkswagen                        | Volkswagen ID. Buzz                               | Volkswagen                                             |          |
| 2022 | Germania Francia             | Mercedes-Benz Renault             | Mercedes-Benz Citan Renault Kangoo                | Daimler Chrysler AG Alleanza Renault-Nissan-Mitsubishi |          |
| 2021 | Germania Francia Regno Unito | Groupe PSA                        | Citroën Jumpy Peugeot Expert Opel/Vauxhall Vivaro | Groupe PSA                                             |          |
| 2020 | Stati Uniti                  | Ford                              | Ford Transit Custom                               | Ford Motor Company                                     |          |
| 2019 | Germania Francia             | Groupe PSA                        | Opel Combo Cargo Citroën Berlingo Peugeot Partner | Groupe PSA                                             |          |
| 2018 | Italia                       | Iveco                             | Iveco Daily Blue Power                            | CNH Industrial                                         |          |
| 2017 | Germania                     | Volkswagen                        | Volkswagen Crafter                                | Volkswagen AG                                          |          |
| 2016 | Germania                     | Volkswagen                        | Volkswagen Transporter T6                         | Volkswagen AG                                          |          |
| 2015 | Italia                       | Iveco                             | Iveco Daily                                       | CNH Industrial                                         |          |
| 2014 | Stati Uniti                  | Ford                              | Ford Transit Connect                              | Ford Motor Company                                     |          |
| 2013 | Stati Uniti                  | Ford                              | Ford Transit Custom                               | Ford Motor Company                                     |          |
| 2012 | Francia                      | Renault                           | Renault Kangoo Z.E.                               | Renault                                                |          |
| 2011 | Italia                       | Fiat Professional                 | Fiat Doblò                                        | Fiat S.p.A.                                            |          |
| 2010 | Giappone                     | Nissan                            | Nissan NV200                                      | Nissan                                                 |          |
| 2009 | Italia Francia               | Fiat Professional Peugeot Citroën | Fiat Fiorino Peugeot Bipper Citroën Nemo          | Fiat S.p.A. PSA Peugeot Citroën                        |          |
| 2008 | Italia Francia               | Fiat Professional Peugeot Citroën | Fiat Scudo Peugeot Expert Citroën Jumpy           | Fiat S.p.A. PSA Peugeot Citroën                        |          |
| 2007 | Stati Uniti                  | Ford                              | Ford Transit                                      | Ford Motor Company                                     |          |
| 2006 | Italia                       | Fiat Professional                 | Fiat Doblò                                        | Fiat S.p.A.                                            |          |
| 2005 | Germania                     | Mercedes-Benz                     | Mercedes-Benz Vito                                | Daimler Chrysler AG                                    |          |
| 2004 | Germania                     | Volkswagen                        | Volkswagen Transporter T5                         | Volkswagen AG                                          |          |
| 2003 | Stati Uniti                  | Ford                              | Ford Transit Connect                              | Ford Motor Company                                     |          |
| 2002 | Francia Germania             | Renault Opel                      | Renault Trafic Opel Vivaro                        | Renault General Motors                                 |          |
| 2001 | Stati Uniti                  | Ford                              | Ford Transit                                      | Ford Motor Company                                     |          |
| 2000 | Italia                       | Iveco                             | Iveco Daily                                       | Fiat S.p.A.                                            |          |
| 1999 | Germania                     | Opel                              | Opel Movano                                       | General Motors                                         |          |
| 1998 | Francia                      | Renault                           | Renault Master                                    | Renault                                                |          |
| 1997 | Francia                      | Peugeot Citroën                   | Peugeot Partner Citroën Berlingo                  | PSA Peugeot Citroën                                    |          |
| 1996 | Germania                     | Mercedes-Benz                     | Mercedes-Benz Vito                                | Daimler-Benz                                           |          |
| 1995 | Germania                     | Mercedes-Benz                     | Mercedes-Benz Sprinter                            | Daimler-Benz                                           |          |
| 1994 | Italia Francia               | Fiat Professional Peugeot Citroën | Fiat Ducato Peugeot Boxer Citroën Jumper          | Fiat S.p.A. PSA Peugeot Citroën                        |          |
| 1993 | Giappone                     | Nissan                            | Nissan Sunny Van                                  | Nissan                                                 |          |
| 1992 | Germania                     | Volkswagen                        | Volkswagen Transporter T4                         | Volkswagen AG                                          |          |